# Saud asch-Schuraim

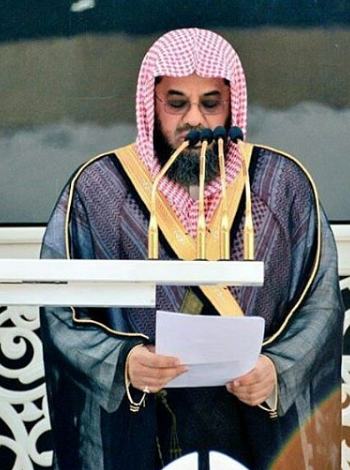
Saud asch-Schuraim

Saud asch-Schuraim, auch: Abu Ibrahim Sa'ud ibn Ibrahim ibn Muhammad asch-Schuraim an-Nadschdi (arabisch الشيخ أبو إبراهيم سعود بن إبراهيم بن محمد الشريم النجدي, DMG aš-Šaiḫ Abū Ibrāhīm Saʿūd ibn Ibrāhīm b. Muḥammad aš-Šuraym an-Naǧdī; * 19. Januar 1966 in Riad, Saudi-Arabien) ist einer der Imame der al-Harām-Moschee in Mekka. Seine Familie stammt aus Haraqīs von Banū Zayd, einem Stamm aus Saudi-Arabien.

## Ehrungen und Ernennungen
- 1989 – Professor am Ma'had Al-'aali Lilqadhah-Institut
- 1991 – Imam und Khatib der al-Harām-Moschee von König Fahd bin Abd al-Aziz Al Saud
- 1992 – Ernennung zum Richter am High Court von Mekka.
- 1993 – Lehrzulassung in der al-Harām-Moschee in Mekka
- 1995 – Doktortitel der Umm-al-Qura-Universität